# Trychopeplus thaumasius
Trychopeplus thaumasius är en insektsart som beskrevs av Morgan Hebard 1924. Trychopeplus thaumasius ingår i släktet Trychopeplus och familjen Diapheromeridae. Inga underarter finns listade i Catalogue of Life.